# Джонсон, Джонни
Не следует путать c Литтл Джонни Джонсом (1924—1964), также известным блюзовым пианистом
Не следует путать c Джонни «Ярд Дог» Джонсом (1941—2015), известным блюзовым гитаристом
Не следует путать c Джонни Джонсом-младшим (1936—2009), известным блюзовым гитаристом
Джонни Джонсон (англ. Johnnie Johnson (Johnnie Clyde Johnson); 1924—2005) — американский пианист и блюзовый музыкант. Его совместная работа с Чаком Берри ввела их в Зал славы рок-н-ролла (2001 год).

## Биография
Родился 8 июля 1924 года в Фэрмонт, штат Западная Виргиния.
Играть на фортепиано начал в 1928 году. Во время Второй мировой войны служил в армии США в корпусе морской пехоты, где был членом военного джаз-оркестра Bobby Troup. После службы в армии переехал в Детройт, штат Иллинойс, а затем в Чикаго, где работал со многими выдающимися артистами, включая Мадди Уотерса и Литтла Уолтера.
В 1952 году Джонсон переехал в Сент-Луис, штат Миссури, где организовал сразу две группы, играющие джаз и блюз. Здесь он познакомился с Чаком Берри, который часто выступал в его коллективах. Чак Берри и Джонни Джонсон выступали вместе до 1973 года, позже они работали эпизодически до самой смерти Джонсона в 2005 году.
У Джонсона были серьезные проблемы с алкоголем, и полностью он бросил пить в 1991 году, почти после перенесенного инсульта, выступая на сцене вместе с Эриком Клэптоном.
Умер 13 апреля 2005 года в Сент-Луисе, похоронен на кладбище Jefferson Barracks National Cemetery. Его имя увековечено на Сент-Луисской «Аллее славы».

## Заслуги
Тандем пианиста Джонни Джонсона и гитариста Чака Берри был одним из выдающихся в популярной музыке XX века. Но так как на пластинках ставилось имя Чака Берри, его соавтор оказался в тени. Заслуженному вкладу Джонсона в историю музыки посвящена книга «Отец рок-н-ролла. История Джонни „Би. Гуд“ Джонсона», написанная к его 75-летию.